# Josh Farro
Joshua Neil Farro, meglio conosciuto come Josh Farro (Voorhees, 29 settembre 1987), è un chitarrista e cantautore statunitense, ex membro fondatore del gruppo musicale Paramore.

## Biografia

### Gli inizi e i Paramore
Josh imbraccia la sua prima chitarra a 13 anni e impara di nascosto durante le lezioni che impartiva il padre al fratello Zac.
Dopo essere stato in grado di riprodurre alcune canzoni, Josh si unì al gruppo di suo fratello nel quale questi era batterista e del quale facevano parte anche il chitarrista Taylor York e il bassista Jason Clark, compagni di scuola dei due fratelli. Cominciarono a scrivere proprie canzoni e dopo due anni si misero alla ricerca di una voce, che si rivelò essere quella di Hayley Williams, ai quali presentò anche il suo amico bassista Jeremy Davis. Dopo aver firmato un contratto con la Fueled by Ramen, i Farro, Williams e Davis fondarono insieme i Paramore.
Nel dicembre 2010, con un comunicato pubblicato sul sito ufficiale dei Paramore, lascia ufficialmente il gruppo insieme a Zac, dopo aver pubblicato con loro tre album in studio, due album dal vivo e tre EP. Il messaggio, scritto dai restanti membri della band (Hayley Williams, Jeremy Davis e Taylor York), non viene apprezzato da Josh perché pubblicato senza il suo permesso; in seguito pubblica sul suo blog un suo personale messaggio dove spiega perché lui e Zac hanno lasciato i Paramore, messaggio per il quale poi si scuserà personalmente col senno di poi con i tre membri rimanenti, ritenendolo offensivo perché scritto di getto e con troppa rabbia.

### Dopo i Paramore
Agli inizi del 2011 forma il gruppo musicale Novel American con Van Beasley (voce), Tyler Ward (batteria) e Ryan Clark (basso), suoi vecchi compagni di scuola. Qualche settimana più tardi Ward lascia il gruppo e viene sostituito da Zac Farro. In seguito anche Beasley lascia la band per delle divergenze creative, lasciando i Novel American senza un cantante. Non trovando validi sostituti, i fratelli Farro decidono di porre fine al progetto Novel American.
Nel maggio 2014 Josh annuncia che lui e il fratello stanno lavorando a un nuovo album con il produttore Jacquire King, e che lui stesso, dopo molti ripensamenti, prenderà il posto di cantante nella loro nuova band. Il 10 novembre dello stesso anno annuncia su Twitter che il nome della band sarà "Farro", ma che sarà un progetto portato avanti come solista. Il 27 novembre 2014 viene pubblicato il video musicale del primo brano ufficiale del progetto, intitolato Color Rush, e successivamente viene annunciata la prima serie di date ufficiali durante le quali Josh e la sua band si esibiranno dal vivo. Un altro singolo, Cliffs, viene pubblicato il 4 novembre 2015 in anteprima su Billboard. Nella stessa occasione viene annunciato che il 6 febbraio 2016 uscirà il primo album da solista di Farro, intitolato Walkways.
Nel 2024, dopo una lunga pausa dalle scene musicali, annuncia la fondazione di un nuovo gruppo, i Poets and Prophets, insieme a Mitch Wong, Rebekah White e Tommy Iceland. Il loro primo album, Chapter One, viene pubblicato nell'aprile dello stesso anno.

## Vita privata
È stato fidanzato con Hayley Williams per tre anni, dal maggio 2004, per poi separarsi dalla cantante a fine estate 2007. Dal 3 aprile 2010 è sposato con Jenna Rice.

## Influenze
Tra le influenze personali di Josh Farro vi sono Jimmy Eat World, Sunny Day Real Estate, Death Cab for Cutie, John Mayer e James Taylor.

## Discografia

### Con i Paramore
Album in studio
- 2005 – All We Know Is Falling
- 2007 – Riot!
- 2009 – Brand New Eyes

### Con i Poets and Prophets
Album in studio
- 2024 – Chapter One

Singoli
- 2024 – One Day Closer
- 2024 – Beautiful Life

### Come Farro
Album in studio
- 2016 – Walkways

Singoli
- 2014 – Color Rush
- 2015 – Cliffs
- 2015 – On a Wire